# Uroleucon eupatoricolens
Uroleucon eupatoricolens är en insektsart som först beskrevs av Patch 1919.  Uroleucon eupatoricolens ingår i släktet Uroleucon och familjen långrörsbladlöss. Inga underarter finns listade i Catalogue of Life.